# Milan Antončić
Milan Antončić - Velebit (Gospić, 2. listopada 1918. – Beograd, 24. listopada 1997.) bio je jugoslavenski general-potpukovnik, borac u narodnooslobodilačkom pokretu i nositelj odlikovanja Narodnog heroja Jugoslavije.

## Životopis
Rodio se 2. listopada 1918. u Gospiću, u siromašnoj radničkoj obitelji. U rodnom gradu završio je osnovnu školi i četiri razreda gimnazije nakon čega, ponukan teškim materijalnim statusom, upisuje podoficirsku školu jugoslavenske vojske.
Nakon školovanja, službuje u Skoplju kao rukovoditelj administracije topništva baterije. U to vrijeme dolazi u dodir s revolucionarnom omladinom i radničkim pokretom. Godine 1939. odbio je sa svojim vodom pucati u demonstrante koji su na ulicama Skoplja prosvjedovali zbog okupacije Albanije od strane fašističke Italije. Zbog ovoga je uhićen, i nakon izlaska iz zatvora premješten u Kraljevo. Tu se povezao s radnicima iz tvornice vagoina i uključio u rad njihovog športskog društva „Železničar“.

### Drugi svjetski rat
Poslije Travanjskog rata i kapitulacije Jugoslavenske kraljevske vojske, Nijemci su ga dva puta zarobljavali, ali je oba puta uspjeo pobjeći i vratiti se u Kraljevo. Čim su počele pripreme za oružani ustanak, Antončić se uključio u pripreme i po zadatku Partije, otišao na planinu Goč. Tamo se pridružio grupi partizana i sudjelovao u prvim oružanim akcijama na području Kraljeva.
Poslije Prve neprijateljske ofenzive nalazio se među jediniciama koje su se povukle u Sandžak. Kada je 21. prosinca 1941. u Rudnom formirana Prva proleterska udarna brigada, postavljen je za zapovjednika Čete pratećih oruđa, a zatim i za zamjenika zapovjednika Četvrtog kragujevačkog te zapovjednika Šestog beogradskog bataljona. Sudjelovao je u svim velikim borbama koje je Prva proleterska brigada vodila na području Bosne, Hercegovine i Crne Gore.